# Goodbye Summer
Goodbye Summer (em coreano: 굿바이섬머) é uma canção de gênero R&B interpretada por Luna, Krystal Jung e Amber Liu, como integrantes do girl group sul-coreano f(x). A canção contém a participação do seu companheiro de gravadora D.O.. Foi incluída como faixa do seu segundo álbum de estúdio, Pink Tape, que foi lançado em 29 de julho de 2013 sob o selo da SM Entertainment. "Goodbye Summer" entrou no Gaon Chart na posição 7 em sua primeira semana de vendas. O subgrupo do f(x), intitulado oficialmente como f(Amber+Luna+Krystal), também havia performada a canção "Beautiful Stranger" em seu segundo EP, Electric Shock.

## Composição e antecedentes
De acordo com a descrição do álbum no site de música sul-coreano Naver Music e o site de notícias de K-Pop Seoulbeats, as letras de "Goodbye Summer" falam sobre os sentimentos não expressos de alguém que se apaixona por seu melhor amigo e as lembranças das férias de verão que passaram juntos. A canção também marcar a primeira vez que Amber Liu compôs uma canção e também a primeira vez que o veterano produtor musical da equipe NoizeBank colaborou com f(x) em sua composição. Gen Neo do NoizeBank, que também havia produzido músicas para Henry Lau e Super Junior-M, lidou com o arranjo da canção usando principalmente instrumentos acústicos para produzir a música de fundo. Amber também canta enquanto os vocalistas Luna, Krytsal e D.O. assumem o refrão e os versos na música. A letra foi escrita por Kim Young-hoo, que também trabalhou com outros artistas da SM Town em sucessos como "Oh!" das Girls' Generation e o single de estréia do Shinee, Replay. Ele também escreveu a canção "ME+U" para o primeiro EP do f(x), Nu ABO, em 2010.

## Performances ao vivo
A canção foi incluída no set-list do festival de inverno do grupo com seus companheiros de gravadora EXO, SM Town Week: "Christmas Wonderland", em 23 e 24 de dezembro de 2013 no KINTEX em Goyang.

## Recepção da crítica
"Goodbye Summer" ganhou opiniões favoráveis de várias sites noticiosos e críticos de K-Pop. O popular site de notícias Allkpop elogiou a canção citando a valorização das "muitas harmonias muito bonitas entre Luna e o vocalista convidado D.O." como a razão. O outro site de notícias Seoulbeats comentou que a faixa estava agradável e é um pouco mais suave e docemente acústica do que uma média R&B de uma canção de amor é esperado para ser.

## Desempenho nas paradas
| Gráfico (2013)               | Melhores posições |
| ---------------------------- | ----------------- |
| Gaon Singles chart           | 7                 |
| Gaon Monthly Singles chart   | 39                |
| Gaon Local Singles chart     | 7                 |
| Gaon Streaming Singles chart | 40                |
| Gaon Download Singles chart  | 5                 |
| Gaon Background Music chart  | 4                 |
| Gaon Mobile Ringtone chart   | 69                |
| Gaon Karaoke chart           | TBA               |
| Billboard K-Pop Hot 100      | 26                |